# Festung Gütsch

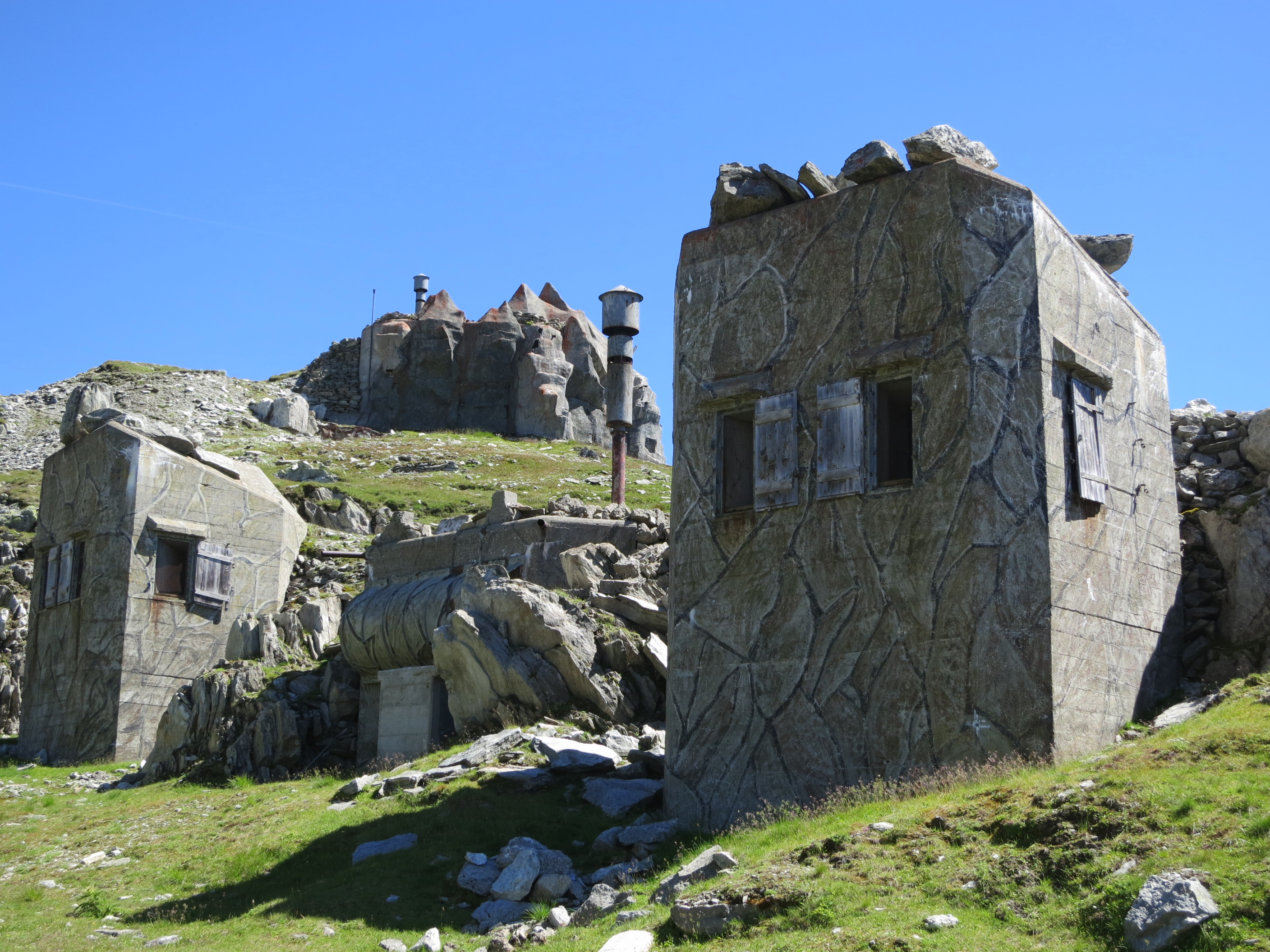
Artilleriewerk Gütsch Notausgang

Die Festung Gütsch (auch AW Gütsch, Armeebezeichnung A 8685) ist ein Schweizer Artilleriewerk auf dem Gemeindegebiet von Andermatt im Kanton Uri. Die im Zweiten Weltkrieg erstellte Festung, damals die höchstgelegene Europas, liegt auf 2300 m ü. M. unterhalb des alten Fort Stöckli.

## Geschichte
Das Artilleriewerk Gütsch mit seinen Panzerturmkanonen nahm als modernste Kampfanlage im Raum Andermatt eine zentrale Rolle ein. Es wurde für die 9. Division als teilweiser Ersatz für das Fort Stöckli und die veraltete Bewaffnung der Forts Bäzberg und Bühl gebaut.
Im August 1941 wurde mit dem Bau begonnen, im Oktober 1942 war das Werk schussbereit und im Juni 1944 war der Innenausbau beendet. Die Baukosten betrugen 11,6 Mio. Franken. Die Festung konnte auf der Strasse vom Nätschen her oder mit der Militärluftseilbahn Z302 von Göschenen erreicht werden.
Die Anlage wurde im Jahre 1995 entklassifiziert.

## Werk Gütsch
Das Felswerk umfasst das Artilleriewerk, Unterkünfte und die Basisinfrastruktur. Zur Aussenverteidigung wurden rund um das Werk Aussenbunker und Unterstände errichtet. Einzelne Gewehrgalerien auf der Gütsch stammen aus dem Ersten Weltkrieg zum Schutz des Forts Stöckli. Zahlreiche Stellungen und Unterstände wurden für die Fliegerabwehr erstellt. Das Werk wurde mit zwei Feldstellungen Richtung Furkapass beziehungsweise Richtung Lukmanierpass ergänzt. Während des Kalten Krieges wurden zusätzliche Unterstände (Typ U4, U12) gebaut.
- AW Gütsch A 8685 Mg-Bunker West ⊙
- AW Gütsch A 8685 Mg-Bunker Süd ⊙
- AW Gütsch A 8685 Mg-Bunker Ost ⊙
- AW Gütsch A 8685 Notausgang ⊙
- AW Gütsch A 8685 Seilbahn Z302 Bergstation	⊙
- AW Gütsch A 8685 Haupteingang	⊙
- AW Gütsch A 8685 FWK-Hütte	⊙

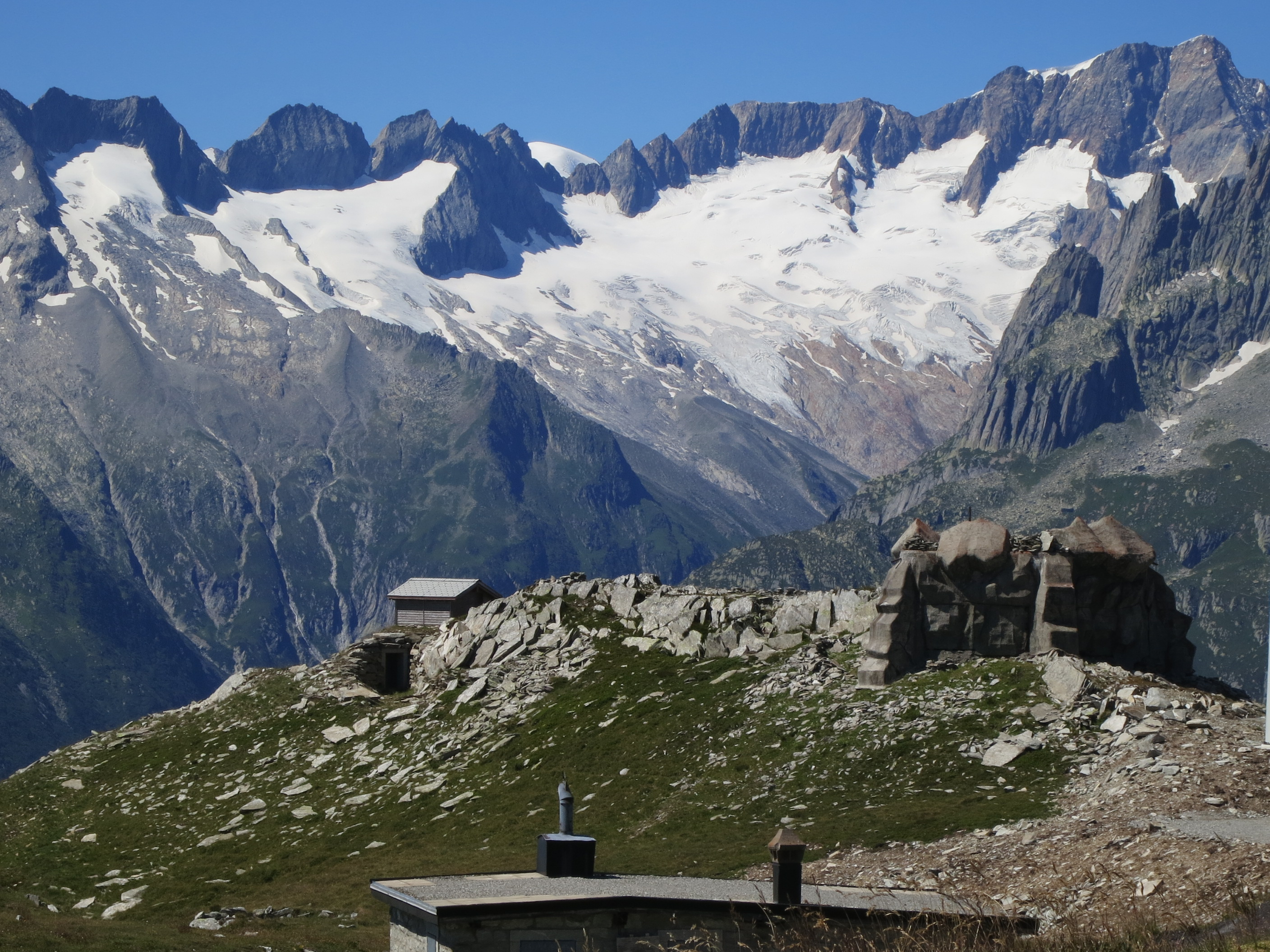
Aussenbunker West
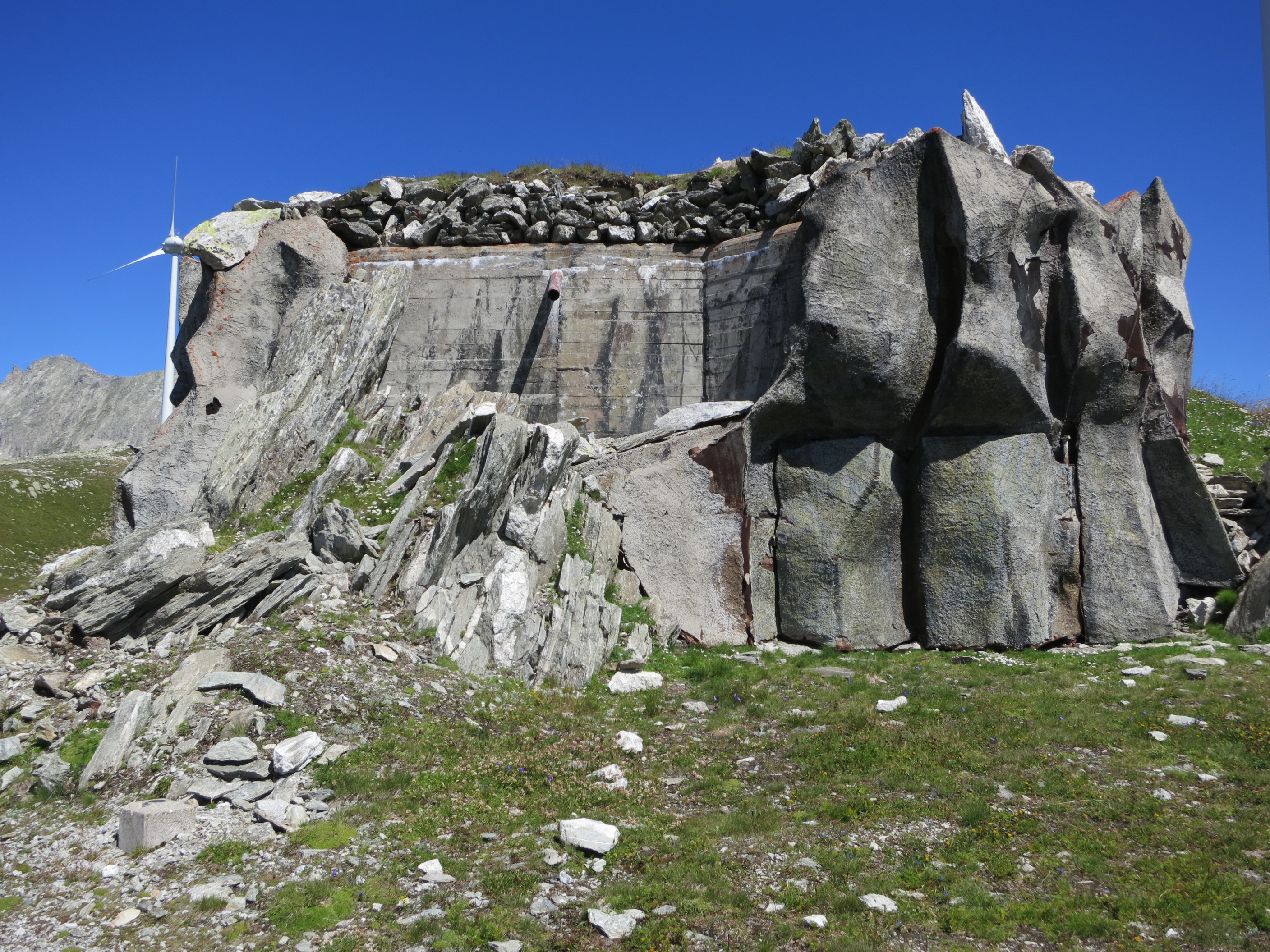
Aussenbunker West
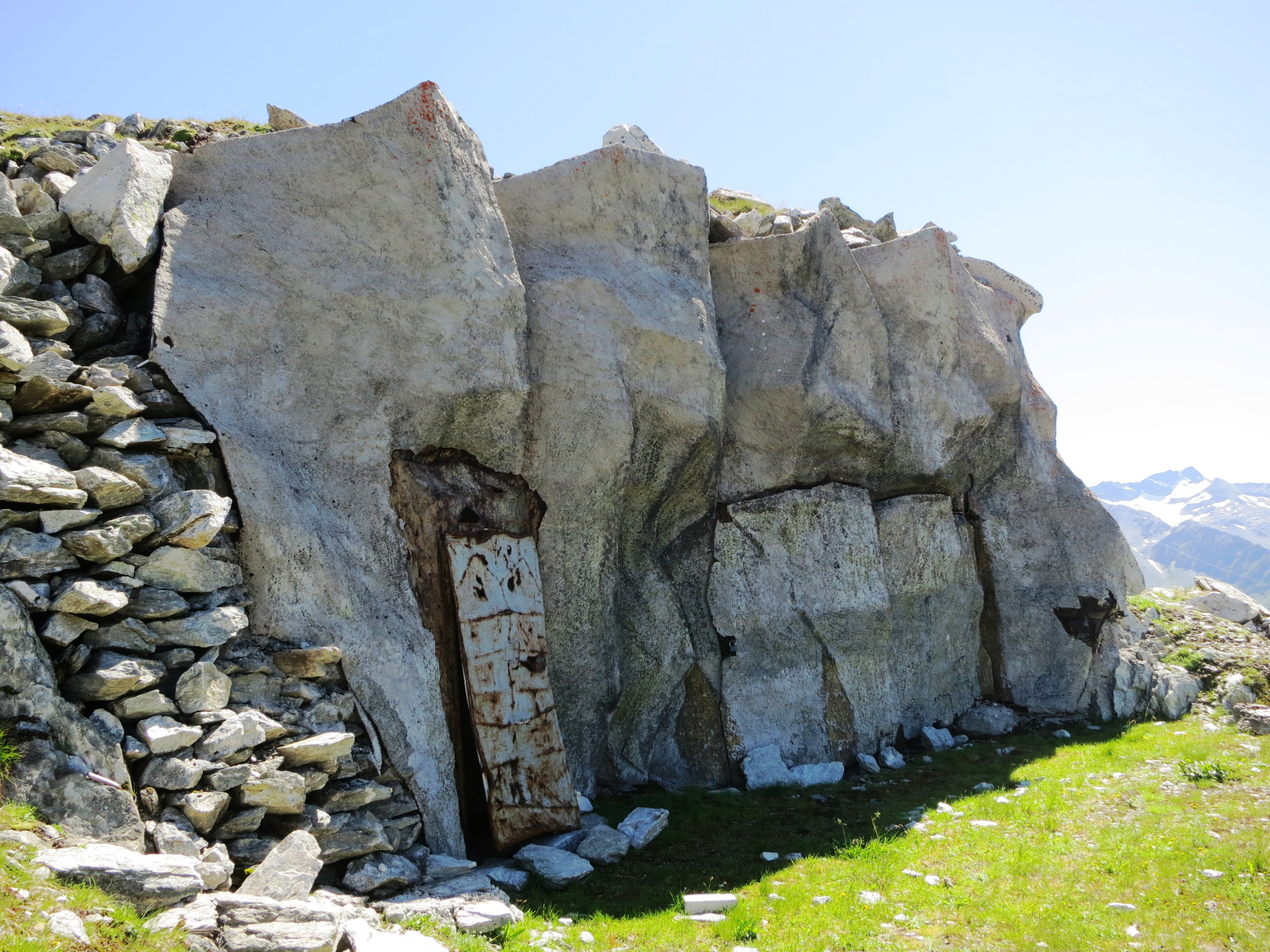
Aussenbunker Süd
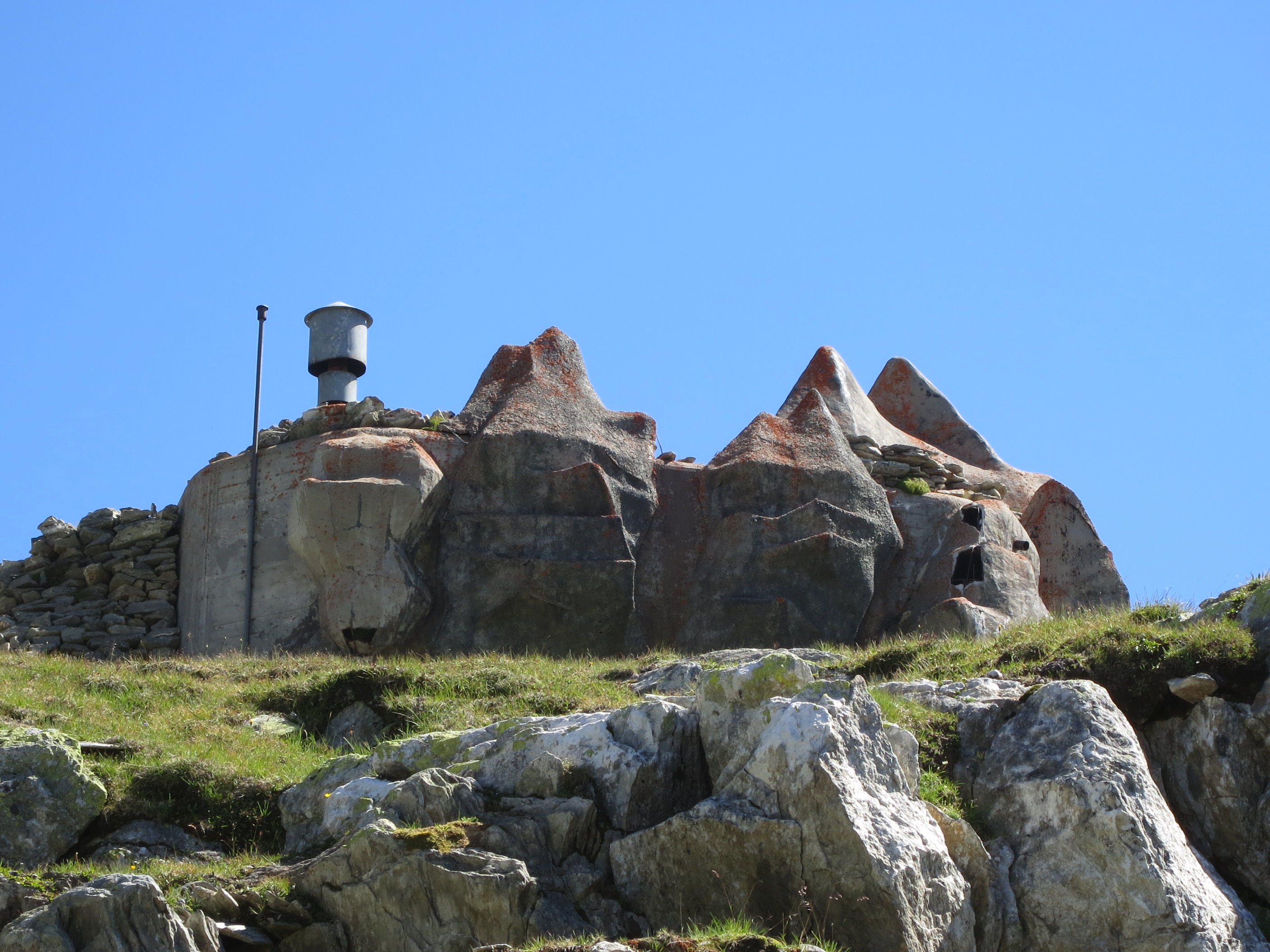
Aussenbunker Ost
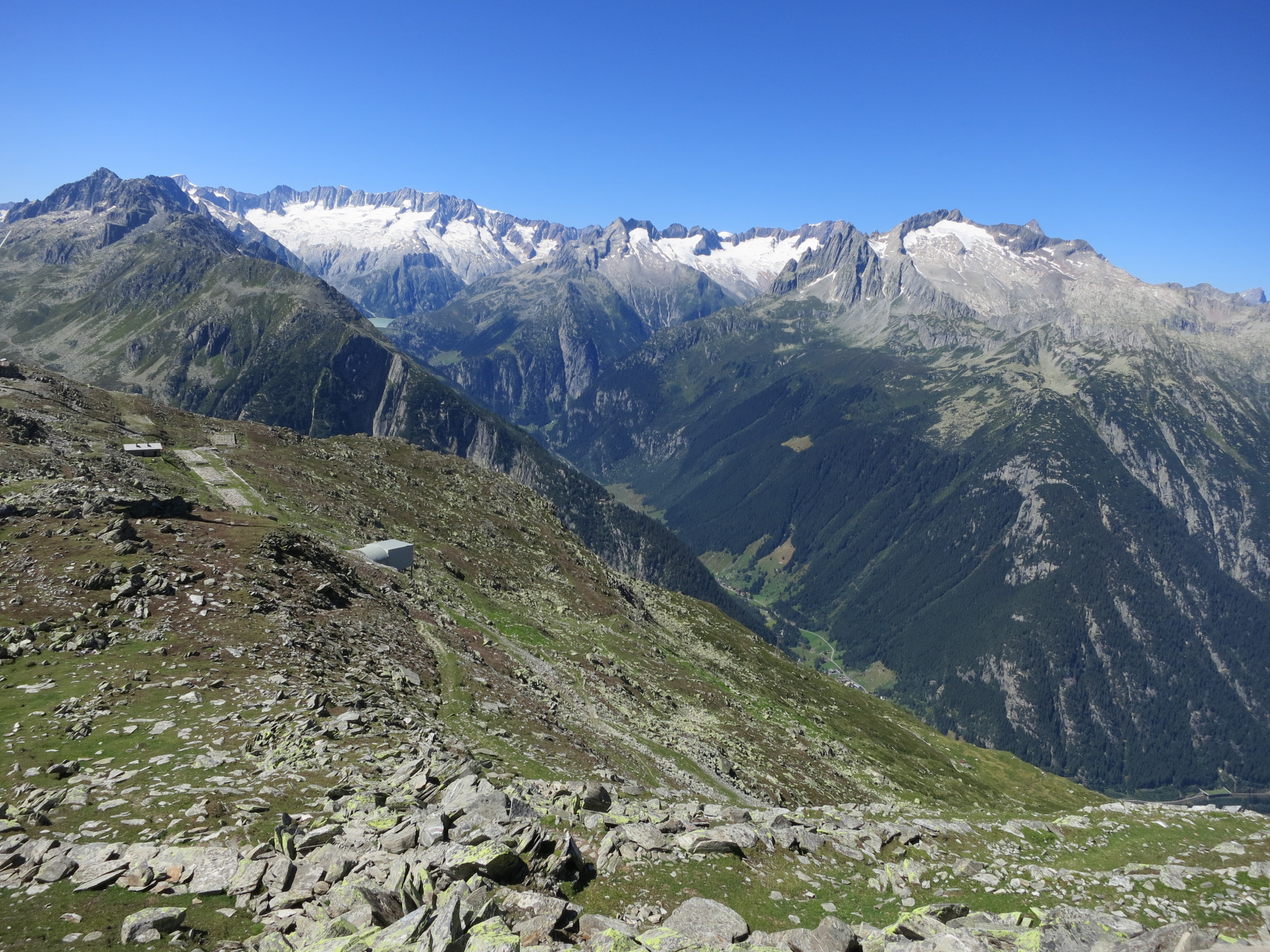
Seilbahn nach Göschenen

### Auftrag und Bewaffnung
Das Werk sollte für die Gotthardbrigade 23 rundum das schwere Feuer sicherstellen und primär in Richtung Oberalppass und Lukmanierpass wirken.
Die Bewaffnung bestand aus:
- drei 10,5-cm-Panzertürmen, 360 Grad drehbar, mit einer Reichweite von 22 km ⊙⊙⊙

- drei Doppel-Mg-Aussenbunker mit fünf Maschinengewehren (Mg 11) und leichten Maschinengewehren zur Aussenverteidigung
- vier 20-mm-Flabstellungen
- Doppelstellung 15,5 cm Festungskanone 93 L52 BISON

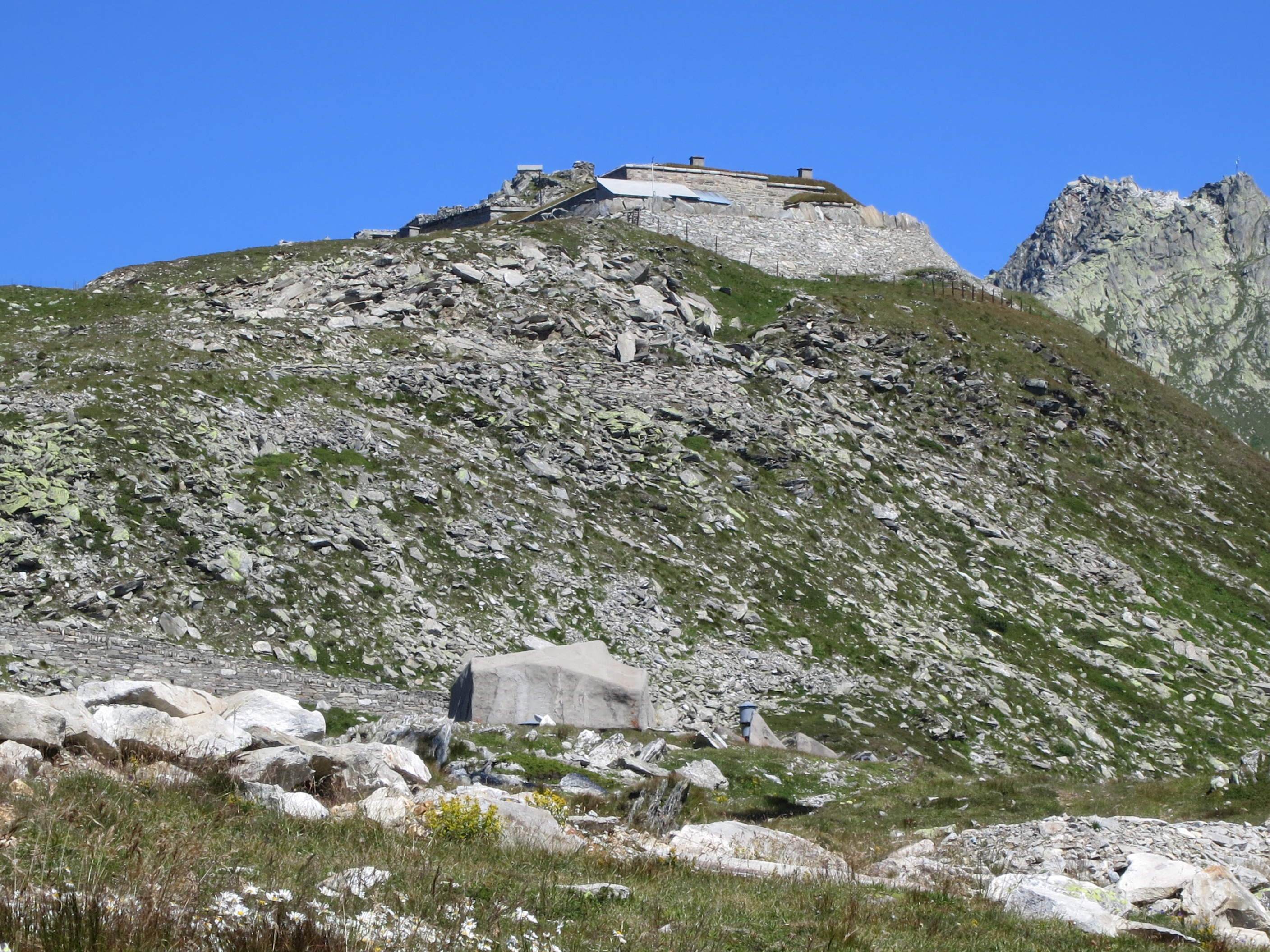
Turmkanone 3 mit Fort Stöckli im Hintergrund
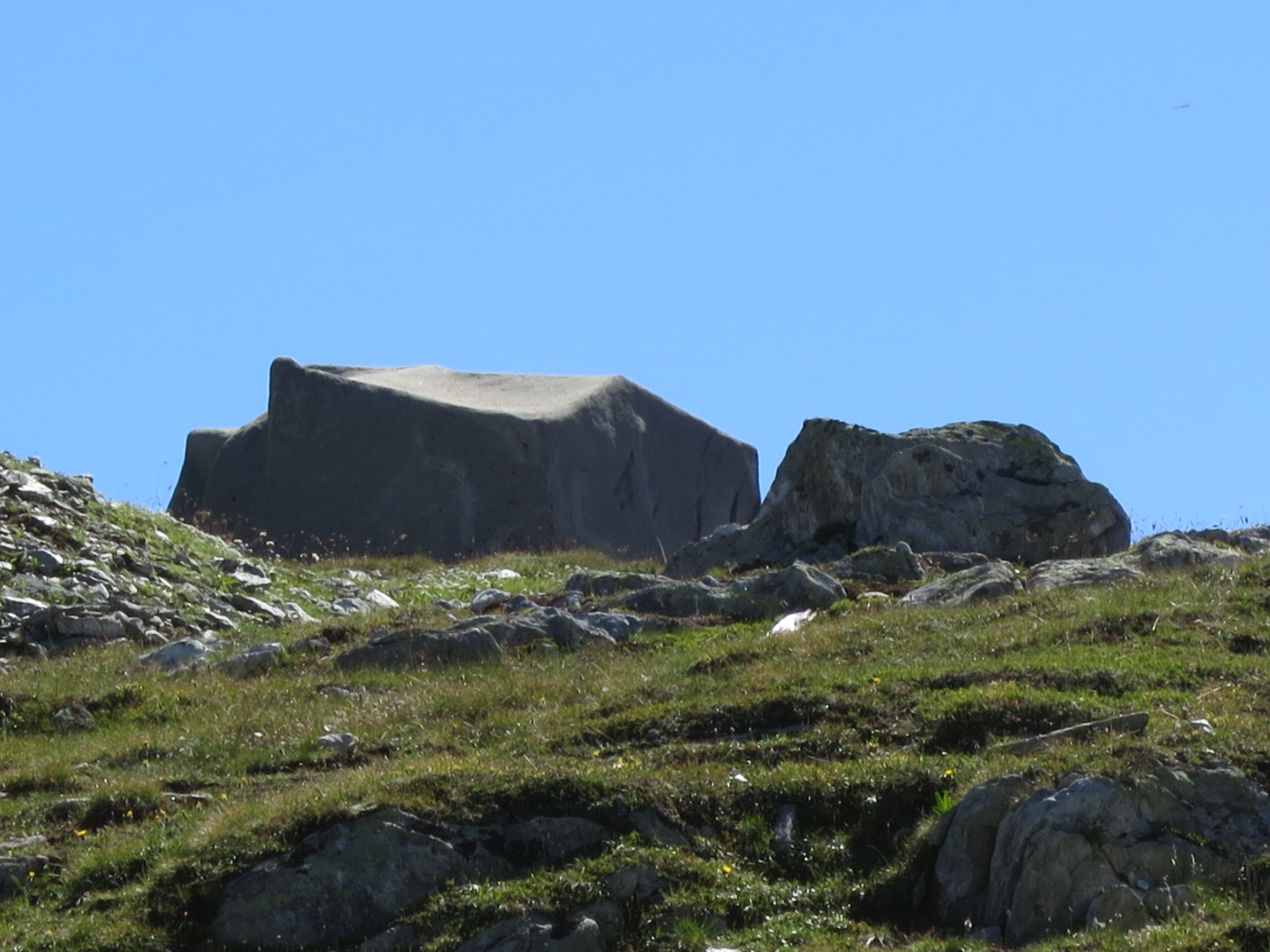
10,5 cm Turmkanone 3
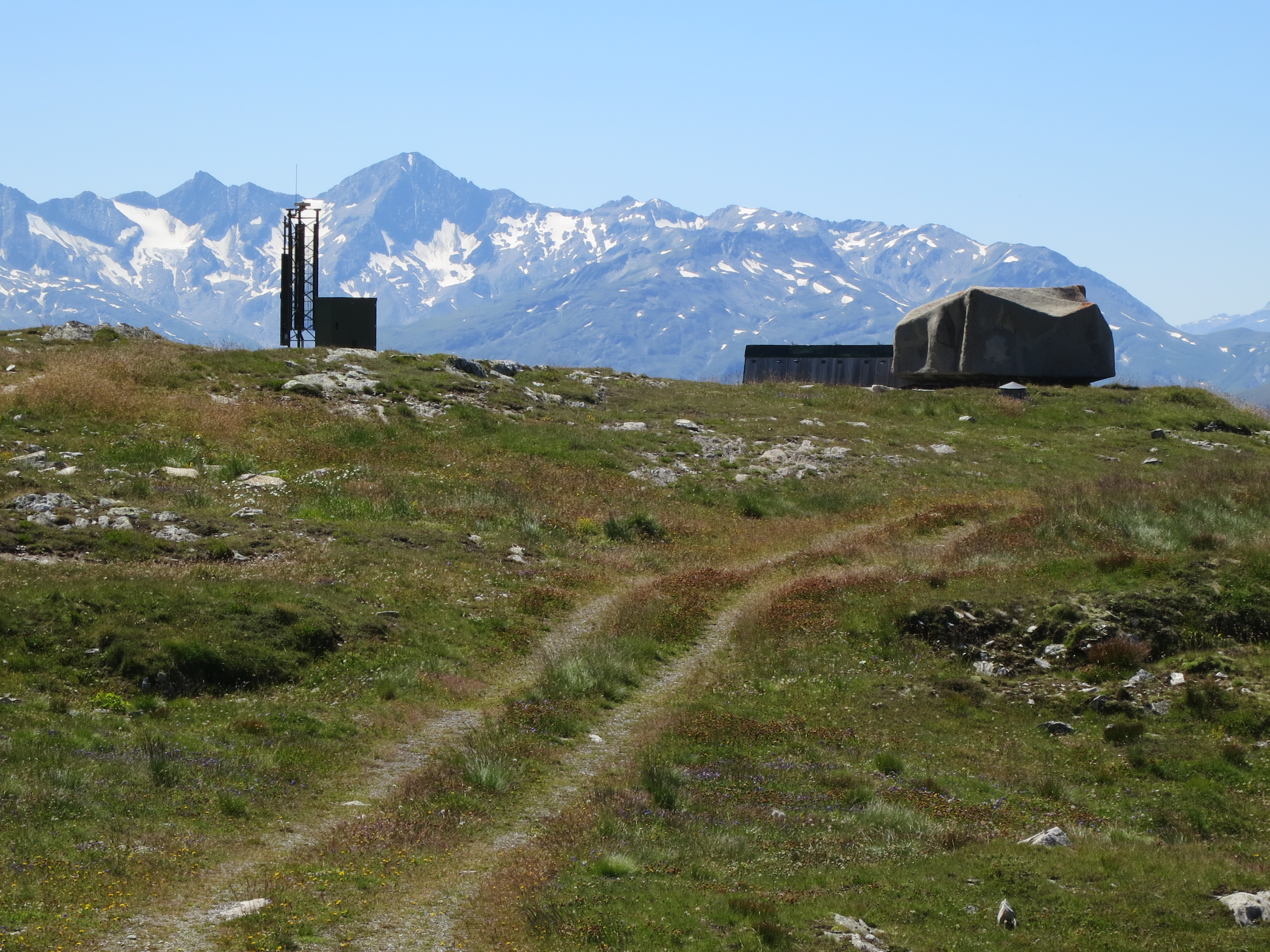
Turmkanone 2
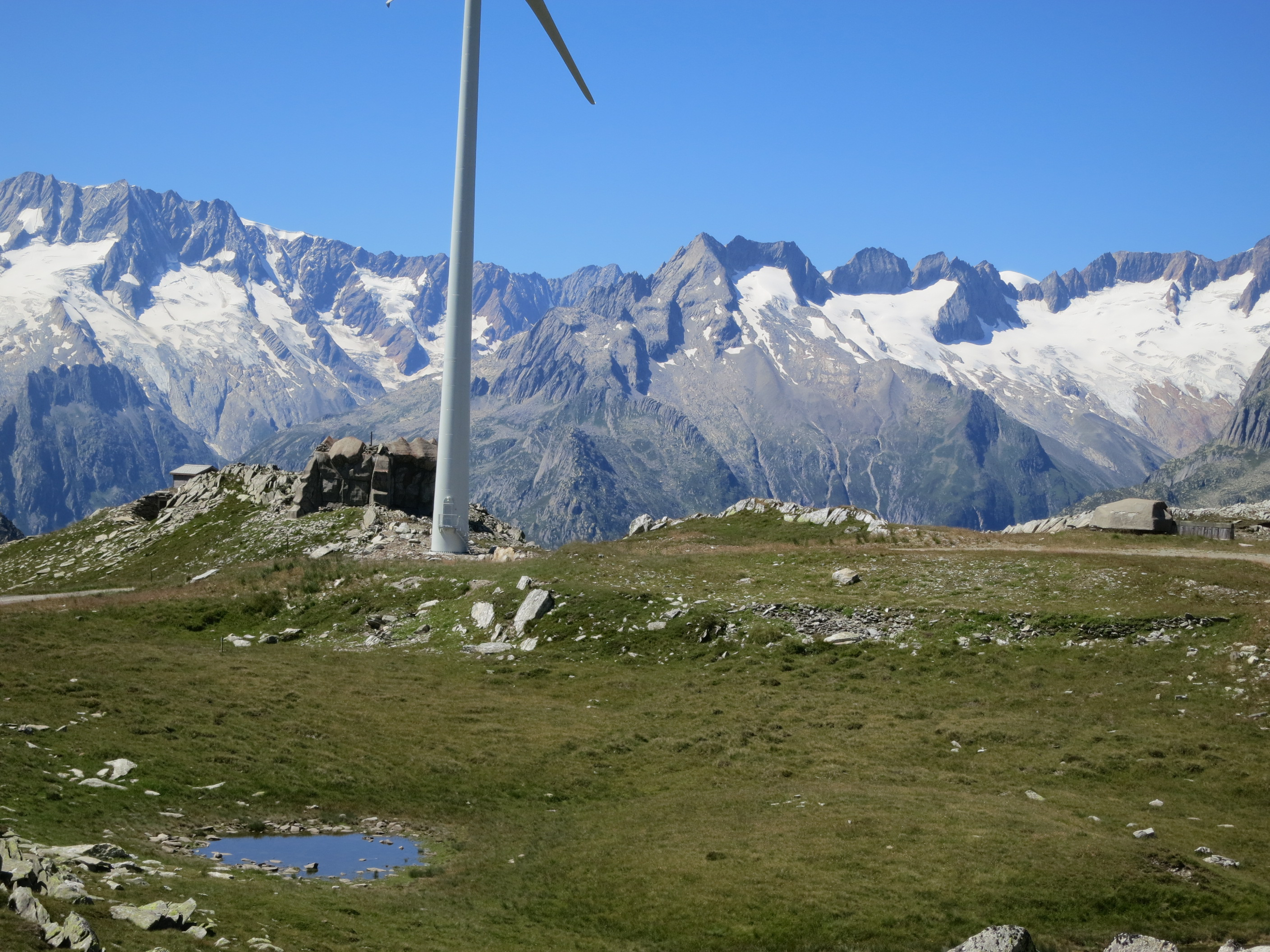
Turmkanone 1 neben Windkraftrad
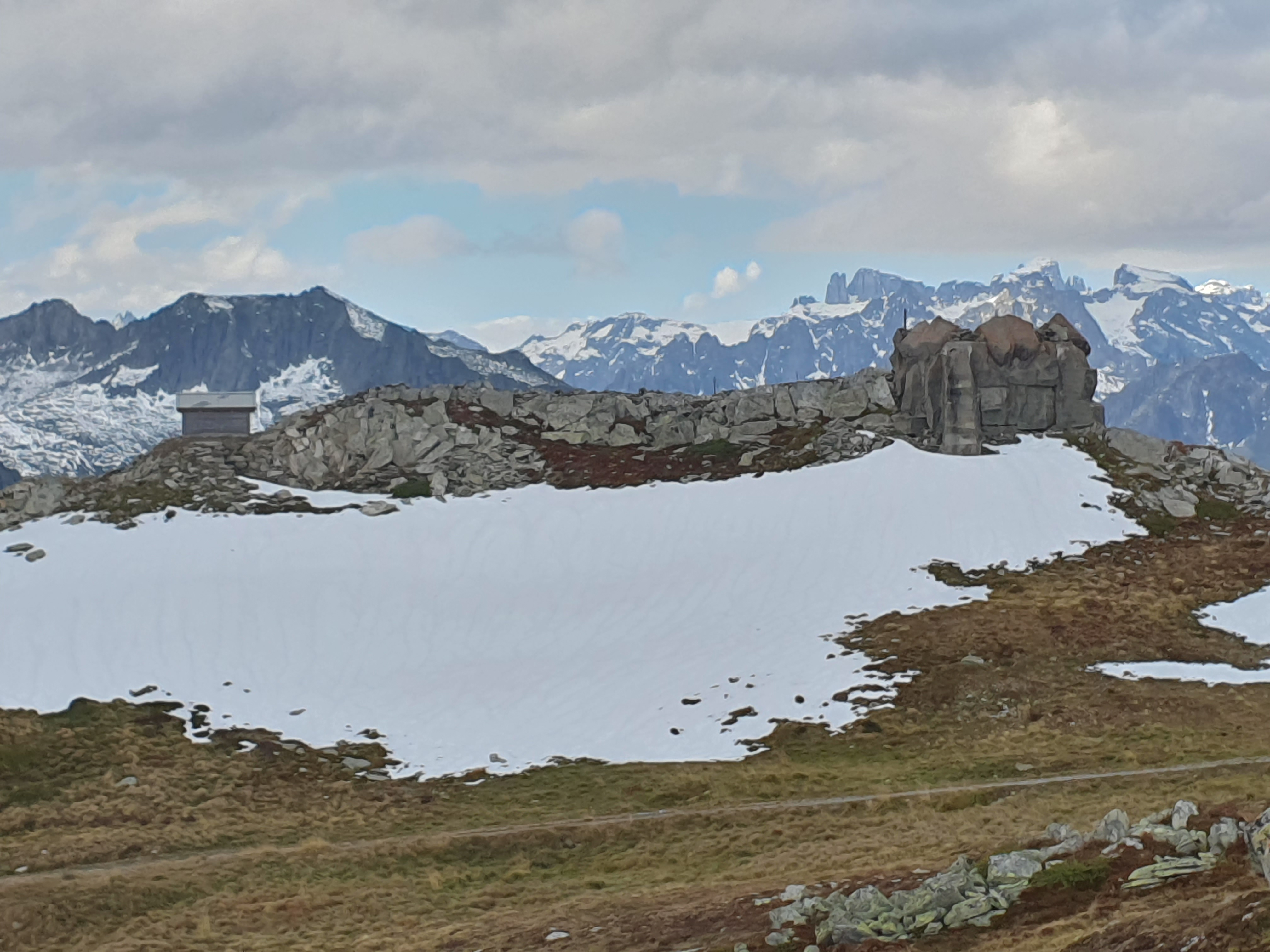
MG Stellung West
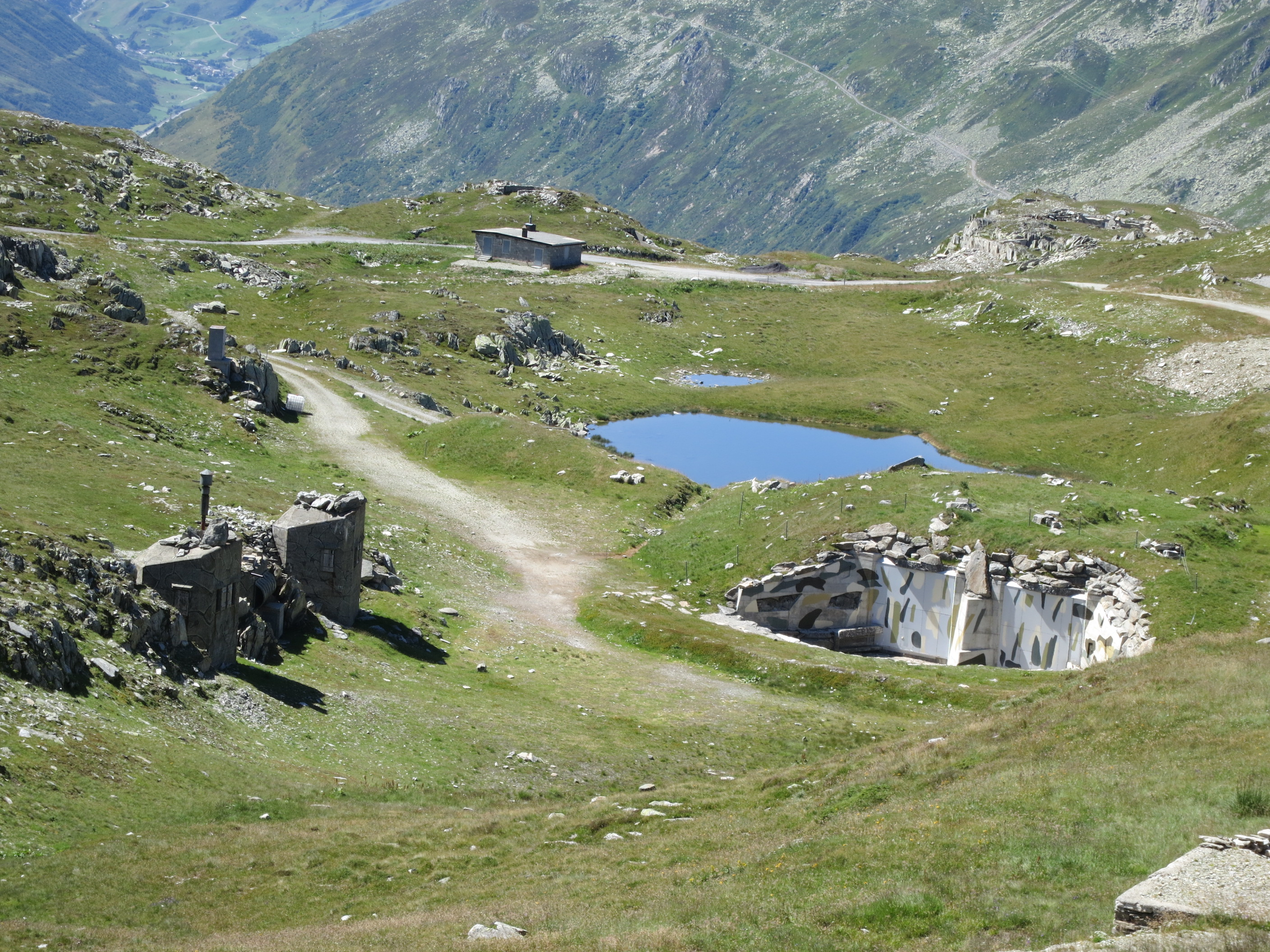
155mm Bison Stellung

### Festungskompanie
Das Werk wurde von der Festungsartilleriekompanie 12/5 respektive der Fest Art Kp I/5 mit rund 300 Mann betrieben.
Ebenfalls im Gütsch war die Abteilungsfeuerleitstelle und die Abteilungszentrale der Fest Abt 5 untergebracht.

## Heutige Verwendung

### Wetterstation Gütsch ob Andermatt
Gütsch ist eine der wichtigeren hochalpinen Wetterstationen der MeteoSchweiz. Die Station liegt besonders im Wind und misst etwa bei Weststürmen oder Föhn regelmässig Rekordwerte für die Schweiz oder gar den ganzen Alpenraum.

### Windpark Gütsch
Heute befindet sich hier auch der Windpark Gütsch des Elektrizitätswerk Ursern mit vier grossen Windrädern.

## Klima
Für die Normalperiode 1991–2020 beträgt die Jahresmitteltemperatur 0,9 °C, wobei im Februar mit −6,1 °C die kältesten und im August mit 9,0 °C die wärmsten Monatsmitteltemperaturen gemessen werden. Im Mittel sind hier rund 217 Frosttage und 118 Eistage zu erwarten. Sommer- und Hitzetage werden keine verzeichnet. Die Messstation von MeteoSchweiz liegt auf einer Höhe von 2286 m ü. M.
|                        | Jan  | Feb  | Mär  | Apr  | Mai  | Jun  | Jul  | Aug  | Sep  | Okt  | Nov  | Dez  |   |       |
| Mittl. Temperatur (°C) | −5,5 | −6,1 | −4,1 | −1,6 | 2,5  | 6,6  | 8,8  | 9,0  | 5,4  | 2,4  | −2,2 | −4,7 | ⌀ | 0,9   |
| Mittl. Tagesmax. (°C)  | −3,0 | −3,5 | −1,5 | 0,9  | 5,4  | 10,5 | 12,9 | 13,1 | 9,3  | 5,9  | 0,4  | −2,2 | ⌀ | 4,1   |
| Mittl. Tagesmin. (°C)  | −8,3 | −8,9 | −6,8 | −4,2 | −0,2 | 3,5  | 5,6  | 6,0  | 2,6  | −0,3 | −4,7 | −7,4 | ⌀ | −1,9  |
|                        |      |      |      |      |      |      |      |      |      |      |      |      |   |       |
| Niederschlag (mm)      | 128  | 100  | 115  | 112  | 132  | 125  | 118  | 141  | 115  | 100  | 116  | 121  | Σ | 1423  |
|                        |      |      |      |      |      |      |      |      |      |      |      |      |   |       |
| Sonnenstunden (h/d)    | 4,1  | 4,5  | 5,1  | 5,2  | 5,2  | 6,2  | 6,9  | 6,7  | 5,7  | 4,7  | 3,6  | 3,5  | ⌀ | 5,1   |
|                        |      |      |      |      |      |      |      |      |      |      |      |      |   |       |
| Regentage (d)          | 10,6 | 9,8  | 11,2 | 10,8 | 12,8 | 13,9 | 13,2 | 13,9 | 11,0 | 9,7  | 10,2 | 10,7 | Σ | 137,8 |
|                        |      |      |      |      |      |      |      |      |      |      |      |      |   |       |
| Luftfeuchtigkeit (%)   | 63   | 67   | 72   | 78   | 80   | 80   | 80   | 79   | 79   | 73   | 72   | 65   | ⌀ | 74    |

| −8,3 |

| −8,9 |

| −6,8 |

| −4,2 |

| −0,2 |

| 3,5 |

| 5,6 |

| 6,0 |

| 2,6 |

| −0,3 |

| −4,7 |

| −7,4 |

| −8,3 |

| −8,9 |

| −6,8 |

| −4,2 |

| −0,2 |

| 3,5 |

| 5,6 |

| 6,0 |

| 2,6 |

| −0,3 |

| −4,7 |

| −7,4 |